# Eucereon simile
Eucereon simile là một loài bướm đêm thuộc phân họ Arctiinae, họ Erebidae.